# Stenoptilia mengeli
Stenoptilia mengeli è una falena della famiglia Pterophoridae. Si trova in Groenlandia e Nunavut, in Canada.
L'apertura alare è di circa 20 mm. La testa, il palpi, il torace, l'addome e le gambe sono grigio cenere scuro. Una sottile linea bianca si verifica su ogni occhio. Le ali anteriori sono grigio cenere e scintillanti. Ci sono alcune squame fuscosche scure sul primo lobo, che formano una striscia longitudinale mal definita al centro. Le ali posteriori sono grigio cenere.
Tra le specie di Stenoptilia, la più bassa divergenza interspecifica era tra Stenoptilia mengeli e Stenoptilia islandicus.